# Hartengrippenhagensberger Stollen

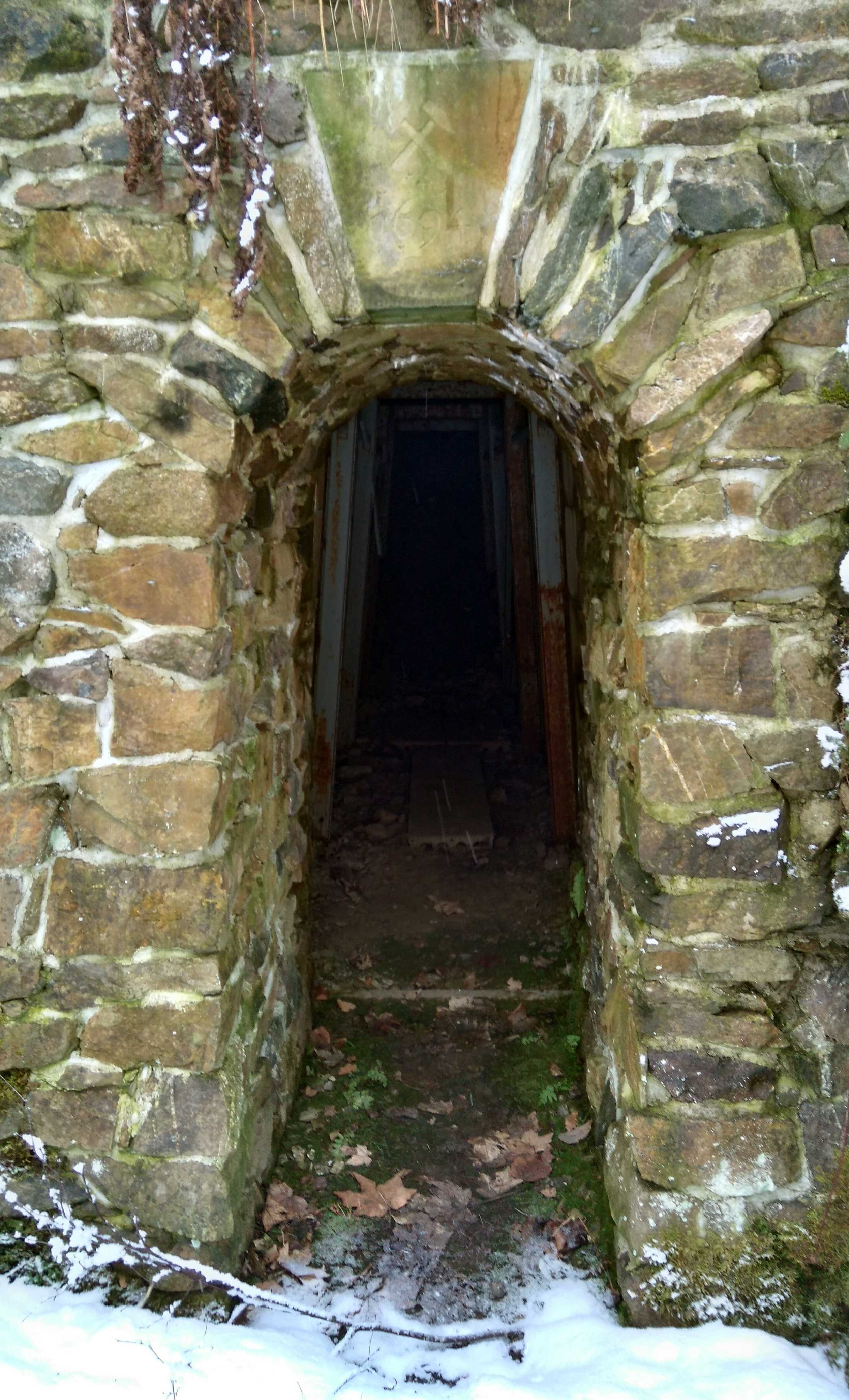
Mundloch des Hartengrippenhagensberger Stollens

Der Hartengrippenhagensberger Stollen, auch Franzstollen, ist ein Wasserlösestollen im Ortsteil Elbingerode der Stadt Oberharz am Brocken in der Montanregion Harz in Sachsen-Anhalt. Er löste die Wässer der Gräfenhagensberger Pinge im Bergrevier Elbingerode. Sein einige Meter begehbares Mundloch ist eine Station des Elbingeröder Bergbaulehrpfades.

## Lage
Der Stollen liegt am Büchenberg im Nordharz unweit der Bundesstraße 244, die Wernigerode mit Elbingerode (Harz) verbindet. Unweit des Stollenmundlochs führt die Weißkopfchaussee vorbei.

## Geschichte
Das Amt Elbingerode, in dem sich der Hartengrippenhagensberger Stollen befindet, gehörte bis in das 16. Jahrhundert den auf Schloss Wernigerode residierenden Grafen zu Stolberg. Diese verloren das aufgrund des ergiebigen Bergbaus sehr ertragreiche Amt an die Herzöge von Braunschweig, wodurch es im 18. Jahrhundert an das Kurfürstentum Hannover fiel und ab 1867 zur preußischen Provinz Hannover gehörte.
Der Stollen wurde in den Jahren von 1694 bis 1709 aufgefahren. Daran erinnert heute die Jahreszahl 1694 im Schlussstein am Stollenmundloch. Das aus dem Stollen kommende Wasser wurde mit einem Graben zu dem unweit der Weißkopfchaussee befindlichen Kunstrad geleitet. Teile der Trockenmauer des Wassergrabens sind heute noch erhalten.

## Denkmal
Das rekonstruierte Mundloch des Hartengrippenhagensberger Stollens mit Schlussstein, Schlägel und Eisen und der Jahreszahl 1694 sowie den benachbarten baulichen Überresten der früheren Radstube des Franzstollens sind als Baudenkmal unter der Erfassungsnummer 094 55843 in der Liste der Kulturdenkmale in Oberharz am Brocken verzeichnet.